# W.H.L. Wallace
William Hervey Lamme Wallace (8. juli 1821 – 10 april 1862), bedre kendt som W.H.L. Wallace, var advokat og general for Unionen i den amerikanske borgerkrig. Ulysses S. Grant anså ham for at være en af Unionens bedste generaler.
Wallace blev født i Urbana i Ohio, søn af John og Mary Lamme Wallace. I 1834 blev han uddannet på Rock Springs Seminary i Mount Morris, Illinois. Selv om det var hans mening at studere jura med Abraham Lincoln i Springfield, gik han i stedet ind i Theophilus Lyle Dickey's praksis i Ottawa, Illinois. (Dickey var en af Lincolns menner endte med at blive dommer i Illinois' højesteret.) I 1851 giftede han sig med Dickey's datter, Martha Ann. Wallace blev jurist i 1846 og samme år gik han i 1st Illinois Infantry som menig i den Mexicansk-amerikanske krig. Han blev forfremmet til sekondløjtnant og adjudant og deltog i slaget ved Buena Vista og nogle mindre træfninger. Efter krigen vendte han tilbage til sin advokat gerning. I 1853 blev han offentlig anklager.
Ved borgerkrigens udbrud meldte Wallace sig frivilligt som menig i 11th Illinois, som blev opstillet i Springfield, Illinois. Han blev derefter valgt til enhedens opberst. Han steg i graderne og kommanderede en brigade af General John A. McClernand's division i Grant's Army of the Tennessee i Slaget ved Fort Donelson i 1862. Under slaget var en stor del af McClernand's division blevet drevet tilbage med tunge tab og Wallace's evne til at bevare fatningen under ild blev især bemærket. General Lew Wallace beskrev ham som "en landmand, der kommer hjem fra en lang dags pløjning". For sin indsats ved Fort Donelson blev han forfremmet til brigadegeneral. I Slaget ved Shiloh, var han chef for en ny division, men alligevel lykkedes det ham at modstå seks timers angreb fra Sydstatshæren lige ved siden af den berømte hvepserede (Hornet's Nest). Da hans division til sidst blev omringet, beordrede han tilbagetrækning og mange undslap, men selv blev han dødeligt såret, og det var først senere, at han blev fundet af sine tropper på slagmarken dårligt nok i live. De bar ham tilbage til hans kone, som passede ham på vejen tilbage til General Grantøs hovedkvarter i Cherry Mansion i Savannah, Tennessee. Han døde tre dag senere i sin kones arme. Hans sidste ord var: "Vi mødes i himlen". Han ligger begravet i Ottawa, Illinois. Hans stridshest, Prince, ligger begravet ved siden af generalen som han bar ind i slaget ved Shiloh.
Wallace County, Kansas, blev opkaldt efter ham i 1868.

## Yderligere læsning
- Huffstodt, Jim, Hard Dying Men: the story of General W. H. L. Wallace, General T. E. G. Ransom, and their 'Old Eleventh' Illinois Infantry in the American Civil War (1861-1865), Heritage Press, Bowie, MD, 1991.

## Eksterne links
- Biografi over W.H.L. Wallace Arkiveret 16. marts 2009 hos  Wayback Machine
- Online biografi
- Ottawa Visitors Center Ottawa, Illinois